# Jeff Pfaendtner
Jeffrey A. "Jeff" Pfaendtner (født 28. februar 1967 i Detroit, Michigan, USA) er en amerikansk tidligere roer.
Pfaendtner vandt (sammen med Marc Schneider, David Collins og William Carlucci) bronze i letvægtsfirer ved OL 1996 i Atlanta. Der deltog i alt 18 lande i konkurrencen, hvor de øvrige medaljetagere var Danmark, der fik guld, samt Canada, der tog sølvmedaljerne. Det var det eneste OL han deltog i.
Pfaendtner vandt desuden en VM-sølvmedalje i letvægtsotter ved VM 1988 i Milano.

## OL-medaljer
- 1996:  Bronze i letvægtsfirer